# Luigi Bertolini
Luigi Bertolini (født 13. februar 1904, død 11. februar 1977) var en italiensk fodboldspiller (midtbane).
Bertolini blev verdensmester med Italiens landshold ved VM 1934 på hjemmebane, og spillede fire af italiernes fem kampe i turnerigen. I alt nåede han at spille 26 kampe for landsholdet.
På klubplan repræsenterede Bertolini blandt andet Torino-storklubben Juventus.